# Zamaliah Sidek
Zamaliah Sidek (* 19. Mai 1975) ist eine ehemalige malaysische Badmintonspielerin. Sie hat sechs Brüder, die alle selbst auch auf internationaler Ebene im Badminton erfolgreich waren.

## Karriere
Zamaliah Sidek nahm 1993 und 1995 an den Badminton-Weltmeisterschaften teil. Bei ihren zwei Starts 1993 erreichte sie jeweils den 33., bei ihrem einzigen Start 1995 den 65. Platz. 1994 gewann sie mit dem malaysischen Team Silber bei den Commonwealth Games.